# Barbara Levstik
Barbara Levstik (Ljubljana, 17. siječnja 1950. – Ljubljana, 25. ožujka 2009.) slovenska dramska glumica i šansonijerka. 
Levstikova je 1975. godine diplomirala dramske igre na AGRFT u Ljubljani. Od 1977. je bila članica ansambla Drame ljubljanskog SNG, nastupala je u Kazalištu Ane Monro, u ljubljanskem kazalištu Glej, te u nekoliko filmova. Okušala se također i kao šansonijerka. S prepjevima pjesama uspješnija je bila njena sestra Katja Levstik, koja je također bila glumica. Barbara Levstik je bila supruga slovenskog glumca Radka Poliča, s kojim ima sina.

## Vanjske poveznice
- Vijest i smrti na stranicama Dela  Arhivirana inačica izvorne stranice od 28. ožujka 2014. (Wayback Machine)
- Barbara Levstik u internetskoj bazi filmova IMDb-u (engl.)